# Сказки (альбом)
«Сказки» — второй студийный альбом группы «Ноль», записанный в 1989 году.

## История
В начале 1987 года «Ноль» успешно выступает на фестивалях в Шушарах и Черноголовке. Группа быстро завоёвывает популярность в СССР.
9 июля, сразу после фестиваля в Черноголовке, барабанщик Алексей Николаев уходит в армию. Его место занимает Сергей Шарков, ранее игравший в «Союзе любителей музыки рок». В таком составе группа снимается в немецком фильме «Давай рок-н-ролл!» и принимает участие в телемосте «Москва-Ленинград. Рок и вокруг него», в котором впервые исполняет композицию «Коммунальные квартиры».
Альбом стал дебютом для гитариста Георгия Старикова, появившегося в составе группы накануне VI фестиваля Ленинградского рок-клуба.

## Издания
В 1991 году был выпущен на грампластинке фирмой «Мелодия». В 2002 году переиздан фирмой «Отделение Выход».

## Список композиций
Авторство музыки всех песен уточнено по другим альбомам и сборникам, кроме некоторых (4, 9, 10) — достоверно неизвестно. Традиционно (начиная с издания "Мелодии" 1990 г.) в качестве авторов музыки указываются все участники группы.
| №  | Название                   | Текст песни                                       | Музыка                   | Длительность |
| -- | -------------------------- | ------------------------------------------------- | ------------------------ | ------------ |
| 1. | «Как оно есть»             | А. Платонов                                       | Ф. Чистяков              | 11:40        |
| 2. | «Сказка о колбасе»         | Ф. Чистяков, Г. Стариков, Д. Гусаков, А. Николаев | Ф. Чистяков              | 3:15         |
| 3. | «Танго (быль)»             | Ф. Чистяков                                       | Ф. Чистяков              | 3:08         |
| 4. | «Мне не место в этом мире» | Ф. Чистяков, А. Платонов                          |                          | 4:19         |
| 5. | «Лёгкая эротика»           | Ф. Чистяков, Г. Стариков                          | Ф. Чистяков, Г. Стариков | 3:13         |
| 6. | «Пушки — в зад!»           | Ф. Чистяков                                       | Ф. Чистяков              | 5:33         |
| 7. | «Вперёд, болты!» (*)       | Ф. Чистяков                                       | Ф. Чистяков              | 4:04         |
| 8. | «Доктор Хайдер» (*)        | Ф. Чистяков                                       | Ф. Чистяков              | 3:06         |
| 9. | «Будет всё хорошо»         | Ф. Чистяков                                       |                          | 4:50         |

(*) - отсутствовали в изданиях фирм «Мелодия» и «Manchester Files»
| №   | Название | Текст песни               | Музыка                                               | Длительность |
| --- | --- | ------------------------- | ---------------------------------------------------- | ------------ |
| 10. | «Инженеры» (песня была записана в 1989 году, но не вошла в первое издание)                                                                    | Ф. Чистяков               |                                                      | 2:31         |
| 11. | «На 90 градусов ниже нуля» (песня была записана в 1989 году, но не вошла в первое издание. Позднее была перезаписана для альбома «Полундра!») | Ф. Чистяков               | Ф. Чистяков                                          | 3:08         |
| 12. | «Журавель» (песня была записана в 1989 году, но не вошла в первое издание. Позднее была перезаписана для альбома «Полундра!»)                 | украинская народная песня | украинская народная песня, аранжировка — Ф. Чистяков | 3:04         |

## Участники записи
- Фёдор Чистяков — вокал, баян, акустическая гитара (1, 4, 9), балалайка (1), клавишные (1,2, 4, 9)
- Георгий Стариков — гитара, балалайка (9)
- Дмитрий Гусаков — бас-гитара
- Алексей Николаев — барабаны (1-6, 9),труба (1,6)
- Сергей Шарков — барабаны (7-9)
- Елена Вишня — вокал (5-6)
- Музыканты группы «Дети» (10-12)

Технический персонал
- Андрей Новожилов — звукорежиссёр
- Евгений Гапеев — мастеринг

Альбом записан в студии Ленинградского дворца молодёжи в 1989 году. 
Песни 10-12 записаны в студии «ОХТА Records» в 1989 году.